# 小室駅

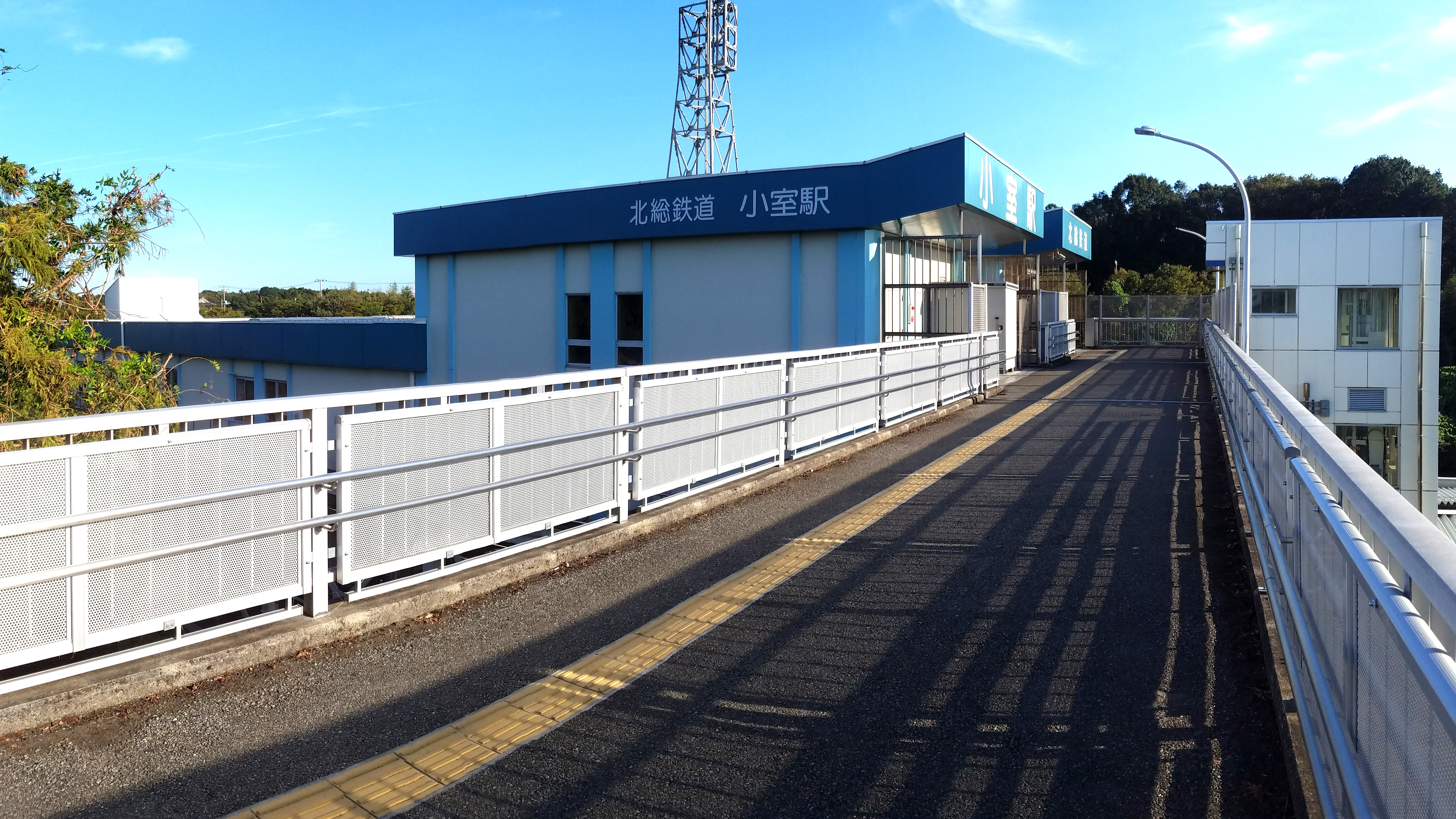
歩行者デッキ（2019年10月）

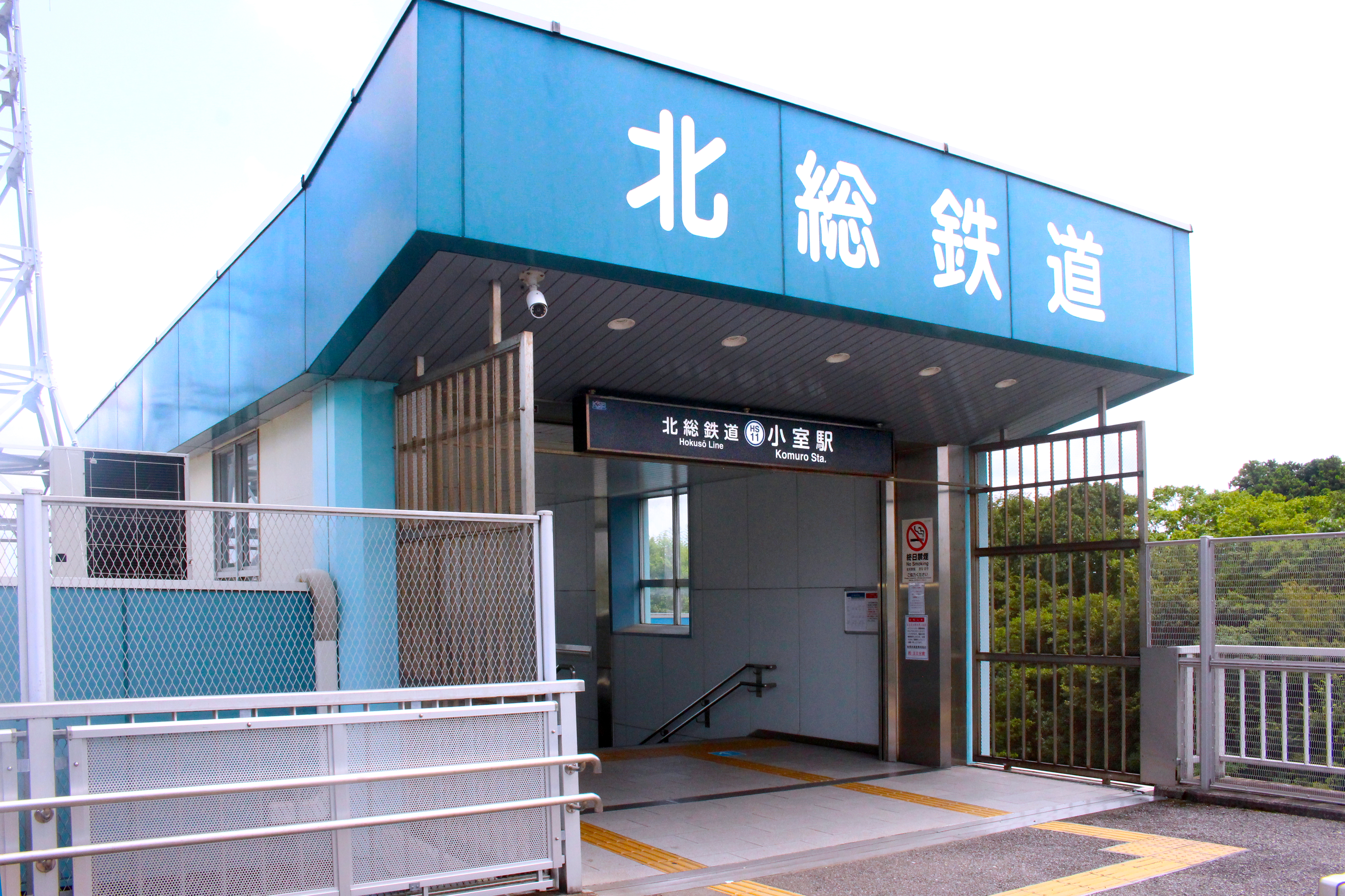
駅出入口（2024年8月）

小室駅（こむろえき）は、千葉県船橋市小室町にある、北総鉄道北総線の駅である。駅番号はHS11。

## 概要
北総線の駅では唯一船橋市にある駅であり、市内の駅としては最も北に位置する。駅西側には白井市、南東側には八千代市との境界がある。

## 歴史
- 1979年（昭和54年）3月8日 - 北総開発鉄道北総線の駅として開業[1]。第一期線開業時の終点[1]。
- 1984年（昭和59年）3月19日 - 住宅・都市整備公団千葉ニュータウン線、当駅 - 千葉ニュータウン中央間開業[3]。両線の接続駅となる[3]。
- 1988年（昭和63年）4月1日 - 運行形態変更に伴う路線統合により、北総・公団線の駅となる。
- 2003年（平成15年）9月15日 - 東洋バスが撤退。
- 2004年（平成16年）7月1日 - 社名・線名変更、都市基盤整備公団保有区間の千葉ニュータウン鉄道への移管に伴い、北総鉄道北総線の駅となる。
- 2008年（平成20年）
  - 4月19日 - 上り線の線形改良に伴い、新1番線の供用開始[4]。
  - 9月13日 - 下り線の線形改良に伴い、新2番線の供用開始。
- 2010年（平成22年）7月17日 - 駅番号 (HS11) が付与される。

## 駅構造
島式ホーム1面2線と単式ホーム1面1線、計2面3線の地上駅で、橋上駅舎を有する。出入口は北口のみの開設である。コンコースとホームの間を連絡するエレベーターおよびエスカレーターが設置されている。
2010年7月17日の京成成田空港線（成田スカイアクセス）の開通に合わせ、当駅構内の線形改良が施工され、2008年4月19日に新上りホーム（新1番線）の供用を開始した。2番線・3番線（旧1番線・2番線）は下り専用ホームとなり、同年9月13日に新2番線部分の供用を開始した。

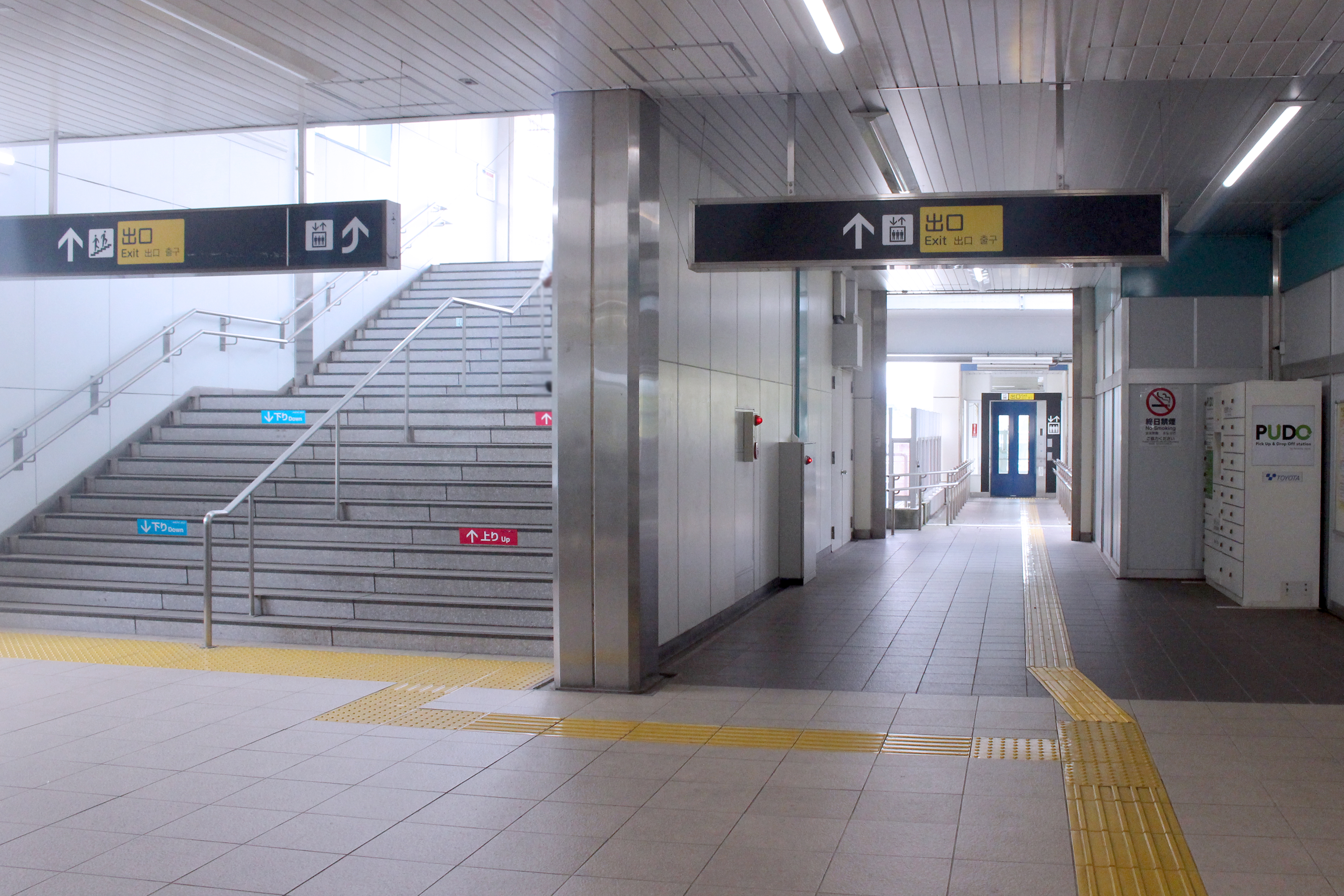
改札外コンコース（2024年8月）
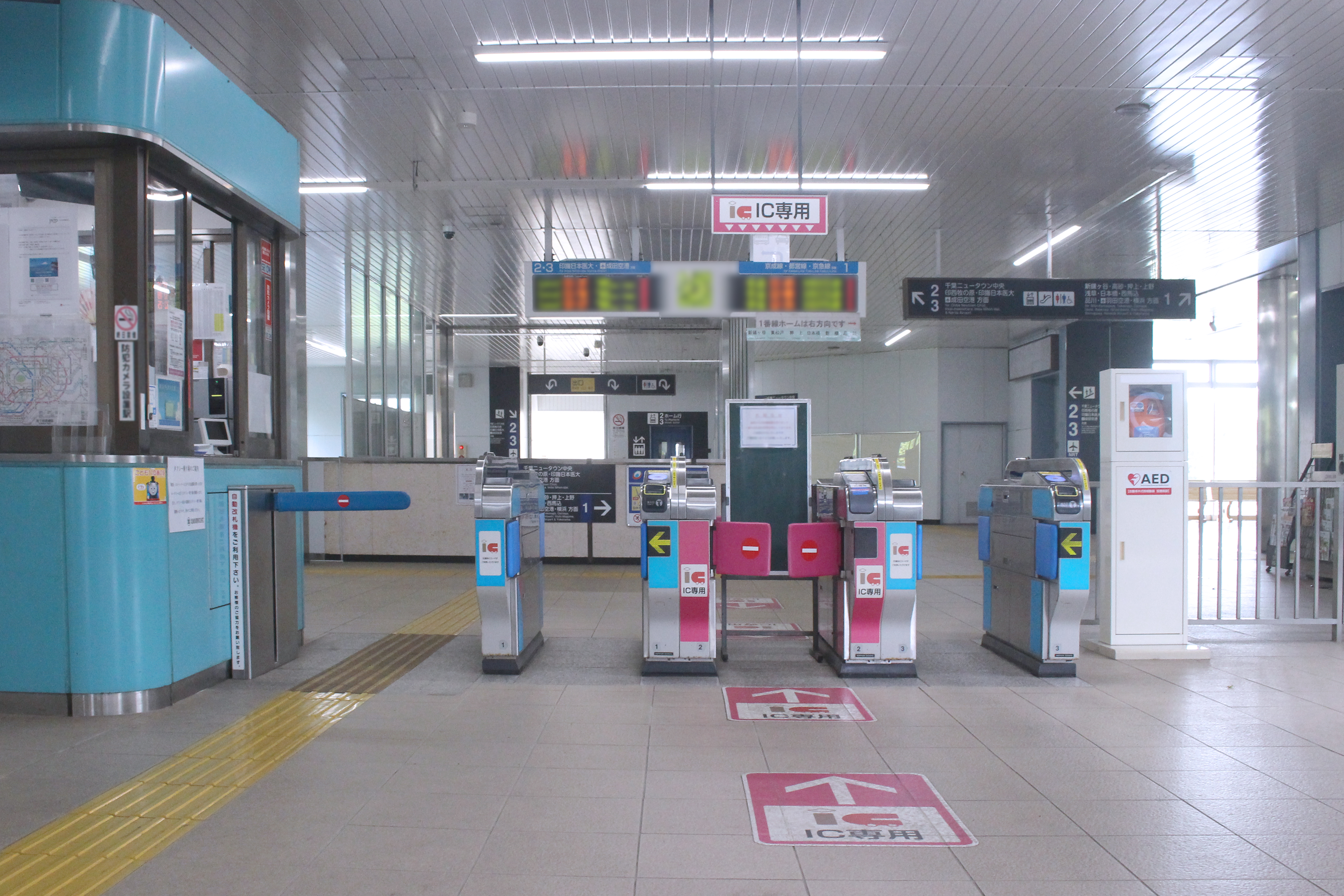
改札口（2024年8月）

### のりば
| 番線 | 路線   | 方向 | 行先                                                                                         |
| ---- | ------ | ---- | -------------------------------------------------------------------------------------------- |
| 1    | 北総線 | 上り | 新鎌ヶ谷・東松戸・高砂・押上・日暮里・上野・ 浅草・日本橋・西馬込・品川・ 羽田空港・横浜方面 |
| 2・3 | 北総線 | 下り | 千葉ニュータウン中央・印西牧の原・ 印旛日本医大・ 成田空港方面                               |

- 当駅より千葉ニュータウン中央駅方向に進んだ所に、北総鉄道と千葉ニュータウン鉄道の会社線境界点がある。駅としては当駅が境界である。
- かつては3番線に定期列車が入線することはなく、ダイヤ乱れがあった時に通過列車を待避する場合に使用されたが、現在では朝夕の一部列車が3番線を使用してスカイライナーの通過待ちを行う。
- 新鎌ヶ谷駅や東松戸駅とは別に、千葉県営鉄道の乗り入れ計画があったため、開業時から2面4線化を想定してスペースが設けられていた。現在の上り線はこのスペースを活用して新設されたものだが、単式ホームで整備されたため、他の2駅とは異なり4線化には至っていない。

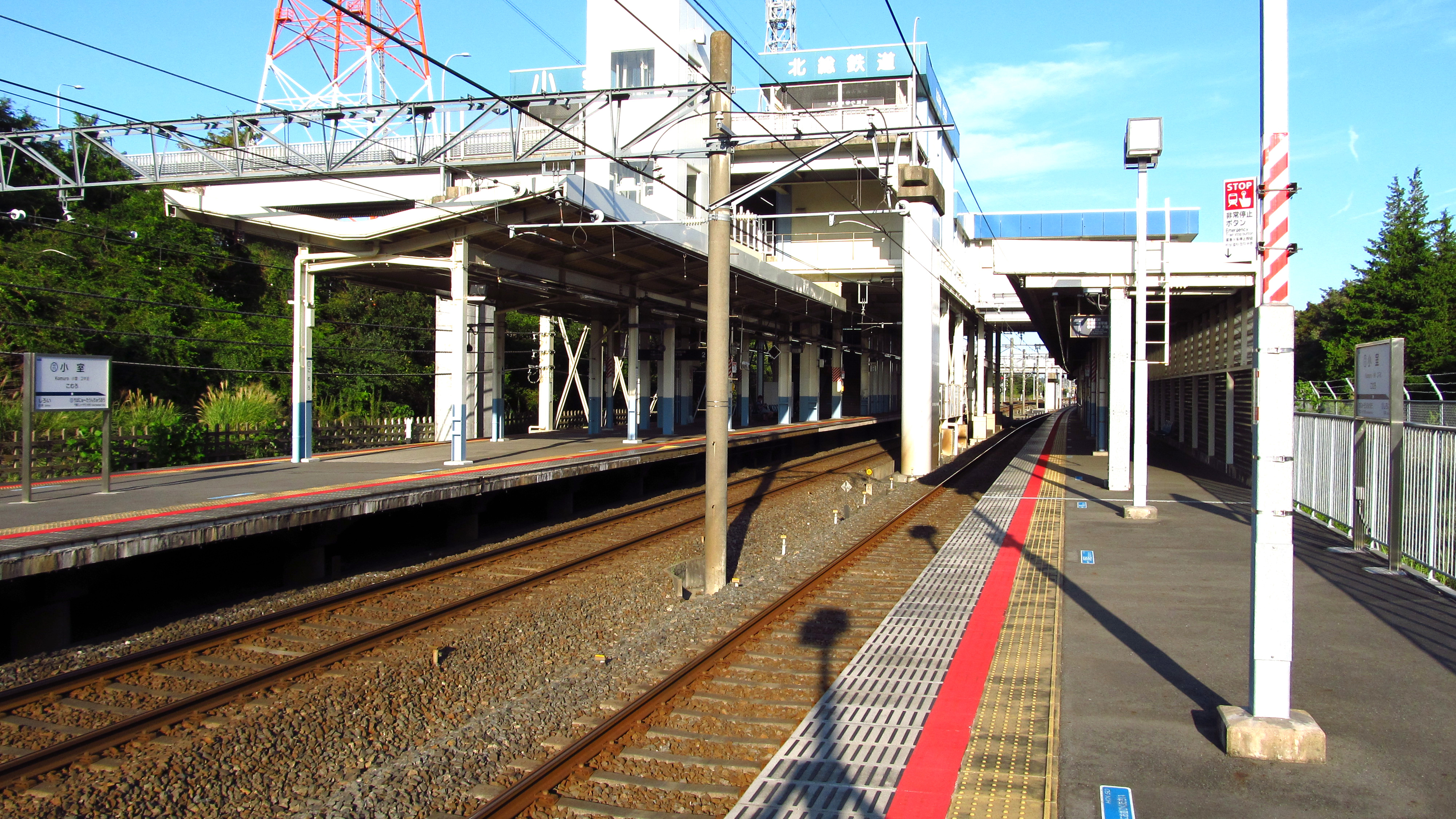
1番線ホーム（2019年10月）
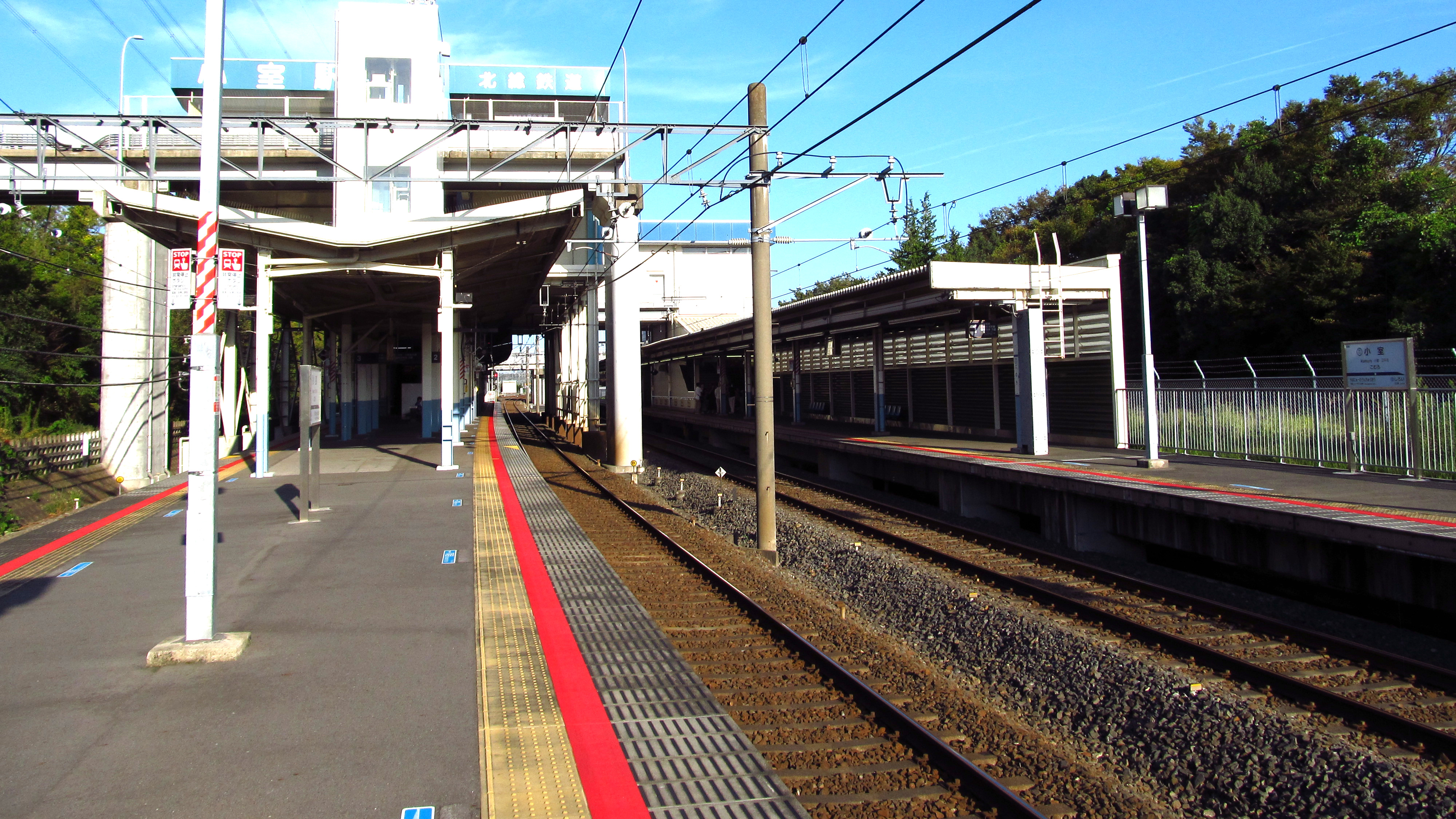
2・3番線ホーム（2019年10月）
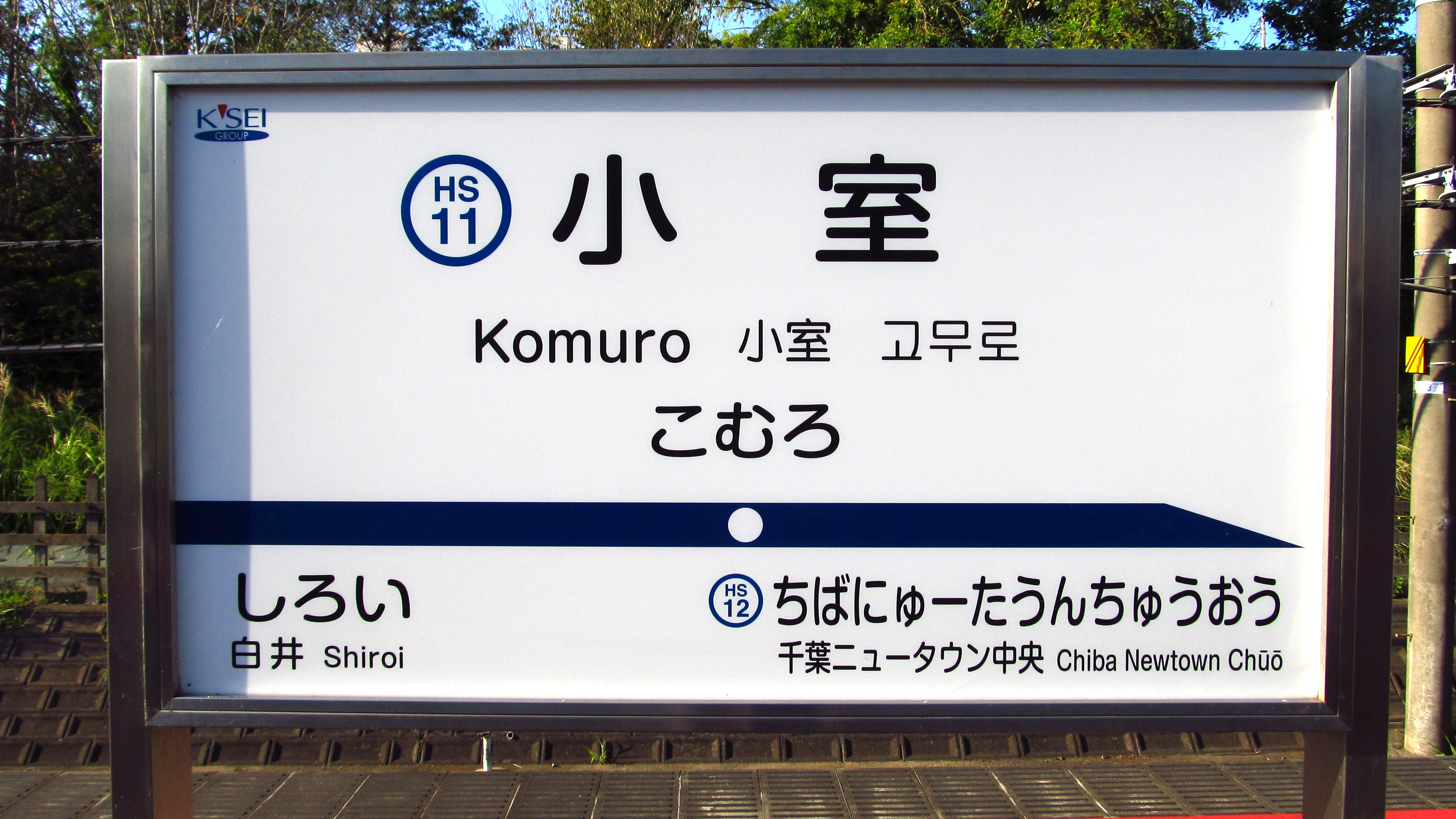
2・3番線駅名標（2019年10月）

## 利用状況
2022年度の1日平均乗降人員は3,675人であり、北総線の駅では大町駅に次いで少ない。1995年度の6,159人をピークに減少、2014年度より増加傾向である。
近年の1日平均乗降・乗車人員の推移は下表の通りである｡
| 年度               | 1日平均 乗降人員 | 1日平均 乗車人員 |
| ------------------ | ---------------- | ---------------- |
| 1980年（昭和55年)  |                  | 1,622            |
| 1995年（平成07年） | 6,159            |                  |
| 2000年（平成12年） | 5,198            |                  |
| 2001年（平成13年） |                  | 2,419            |
| 2002年（平成14年） |                  | 2,326            |
| 2003年（平成15年） |                  | 2,252            |
| 2004年（平成16年） |                  | 2,163            |
| 2005年（平成17年） |                  | 2,135            |
| 2006年（平成18年） | 4,423            | 2,176            |
| 2007年（平成19年） |                  | 2,216            |
| 2008年（平成20年） |                  | 2,169            |
| 2009年（平成21年） |                  | 2,160            |
| 2010年（平成22年） | 4,212            | 2,089            |
| 2011年（平成23年） | 4,014            | 1,996            |
| 2012年（平成24年） | 3,966            | 1,972            |
| 2013年（平成25年） | 3,833            | 1,907            |
| 2014年（平成26年） | 3,666            | 1,833            |
| 2015年（平成27年） | 3,745            | 1,861            |
| 2016年（平成28年） | 3,809            | 1,895            |
| 2017年（平成29年） | 3,900            | 1,942            |
| 2018年（平成30年） | 3,984            | 1,987            |
| 2019年（令和元年） | 4,033            | 2,012            |
| 2020年（令和02年） | 3,181            | 1,590            |
| 2021年（令和03年） | 3,300            | 1,647            |
| 2022年（令和04年） | 3,675            | 1,833            |

## 駅周辺

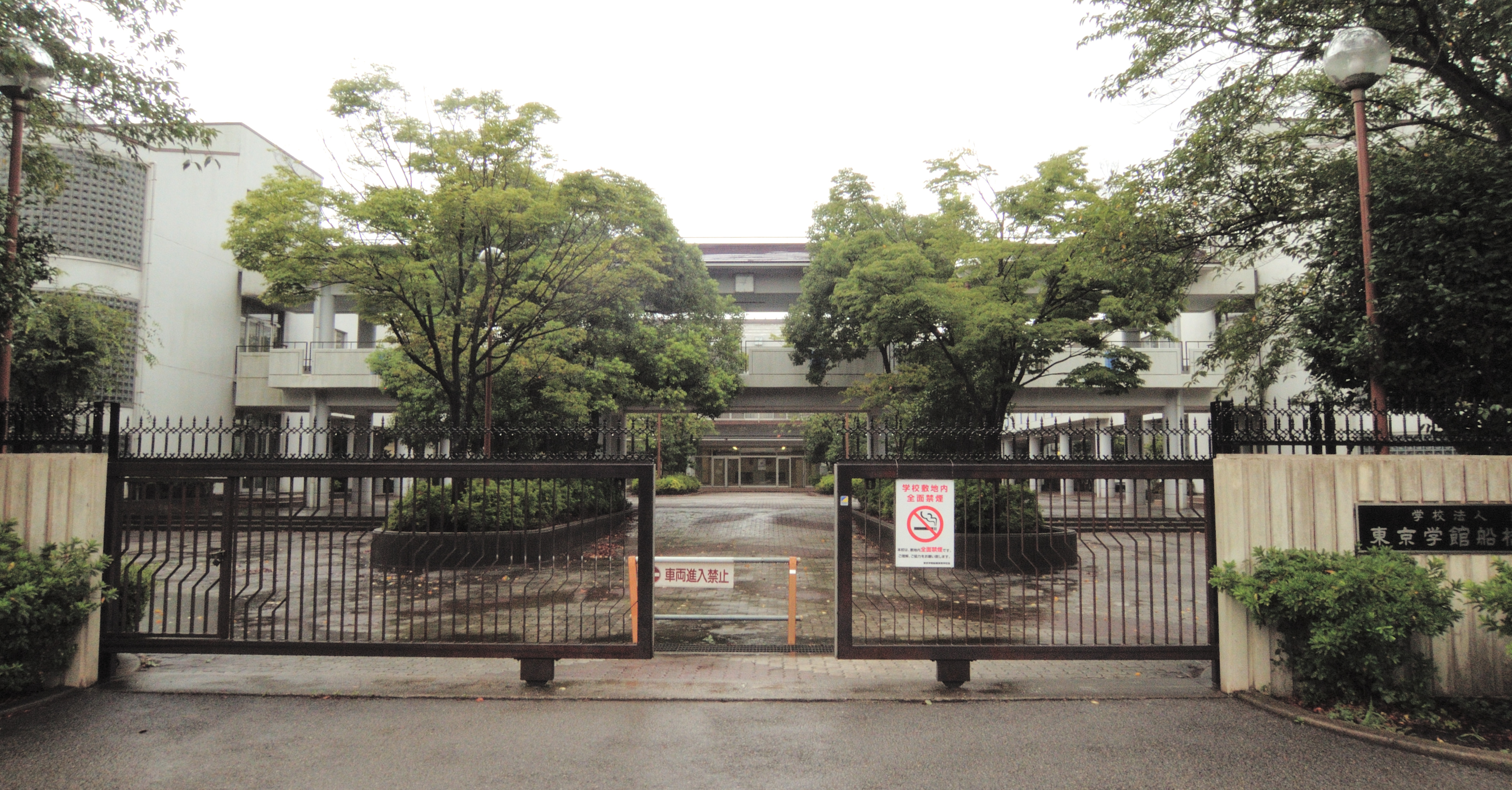
東京学館船橋高等学校

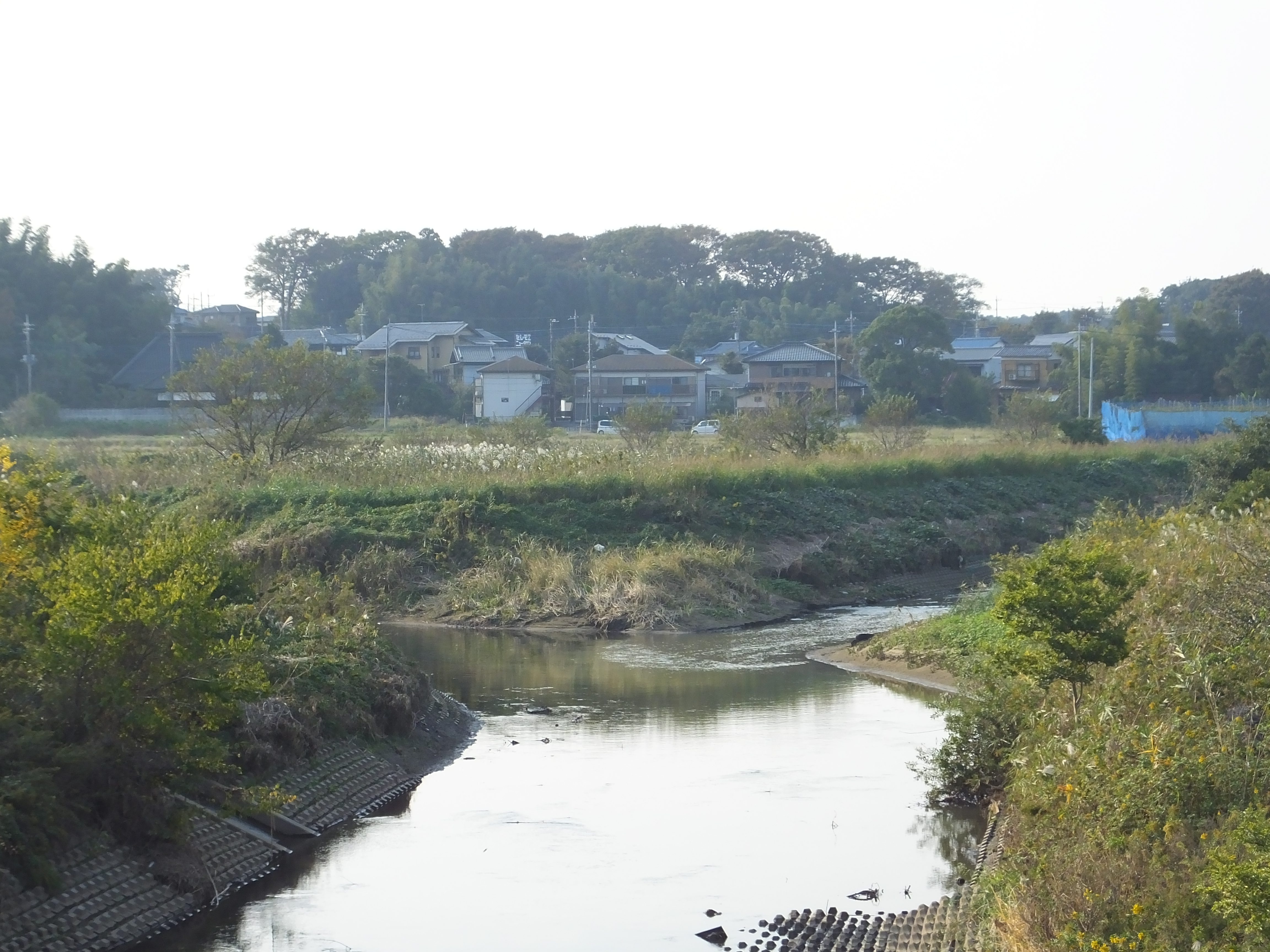
二重川（左）と神崎川（右）の合流地点

周辺は千葉ニュータウンで唯一船橋市内に位置するエリアである。駅北側には住宅・都市整備公団（現・都市再生機構）により開発された団地や住宅地・公園が広がり、駅周辺には、銀行、公民館、郵便局がある。南側は農園が点在する。
北総線と並走して、北千葉道路、国道464号、駅の西側を国道16号、北側を千葉県道193号小室停車場復線が走る。また、駅の西側に二重川、東側に神崎川が流れ、北側約1.5キロメートル先に合流地点がある。

### 駅北側
- 船橋市小室公民館
  - 船橋市役所小室連絡所
  - 船橋市老人憩の家
- 船橋東警察署小室駅前交番
- 船橋市消防局北消防署小室出張所
- 船橋市立小室中学校
- 船橋市立小室小学校
- 小室保育園
- 船橋小室駅前郵便局
- 千葉銀行小室支店
- 千葉ニュータウン小室ハイランド
  - すきっぷマート
- 釈迦寺
- 立法山本覚寺（毎年8月21日と9月1日に千葉県無形文化財「小室の獅子舞」が行われる）
- 小室公園（野球場・競技場併設）
- 小室はなみずき公園
- 船橋カントリークラブ

### 駅南側
- 東京学館船橋高等学校
- 船橋市北部清掃工場
  - ふなばしメグスパ

## バス路線

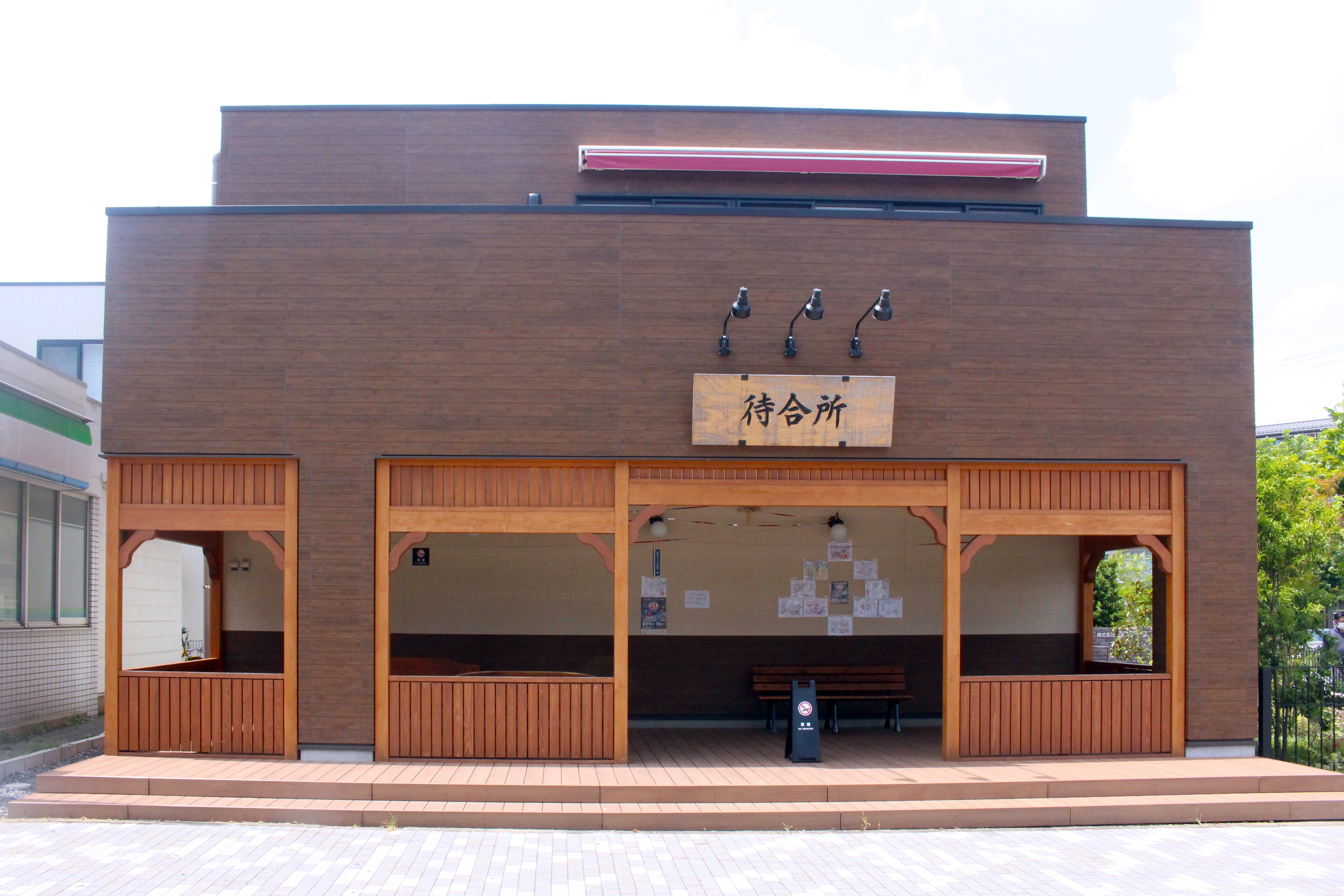
バス待合所（2024年8月）

駅北口のロータリーに発着する。かつては東洋バスにより京成電鉄本線勝田台駅までの路線バスが運行されていた（米本団地線）が、現在は船橋新京成バスによる路線のみとなっている。ただし、東洋バス乗り場は残されており、スクールバスが発着している。
| 乗場 | 系統   | 主要経由地                                                     | 行先       | 運行事業者           | 所管   | 備考       |
| ---- | ------ | -------------------------------------------------------------- | ---------- | -------------------- | ------ | ---------- |
| 1番  | 船07   | ハイランド・三咲駅・市立体育館・夏見台団地                     | 船橋駅北口 | 京成バス千葉ウエスト | 鎌ヶ谷 |            |
| 1番  | 三咲01 | ハイランド                                                     | 三咲駅     | 京成バス千葉ウエスト | 鎌ヶ谷 |            |
| 1番  | 小室01 | ハイランド・アンデルセン公園・豊富農協前・古和釜十字路・刈米   | 北習志野駅 | 京成バス千葉ウエスト | 鎌ヶ谷 | 土休日のみ |
| 1番  | 小室02 | ハイランド・セコメディック病院・豊富農協前・古和釜十字路・刈米 | 北習志野駅 | 京成バス千葉ウエスト | 鎌ヶ谷 | 平日のみ   |

## 当駅が登場する主な作品
- 175R「旅人」プロモーションビデオ（2003年）
- 永遠の0（2013年）
- 俺俺（2013年） - 当駅停車中の7300形車内で撮影
- シェアハウスの恋人

## 隣の駅
北総鉄道
 北総線
■特急・■普通
白井駅 (HS10) - 小室駅 (HS11) - 千葉ニュータウン中央駅 (HS12)
※ 成田スカイアクセス線との共用区間ではあるが、当駅には京成電鉄が運行する列車は停車しない。